# Станіславув (гміна Желехлінек)
Станіславув (пол. Stanisławów) — село в Польщі, у гміні Желехлінек Томашовського повіту Лодзинського воєводства.
Населення — 154 особи (2011).
У 1975—1998 роках село належало до Пйотрковського воєводства.

## Демографія
Демографічна структура станом на 31 березня 2011 року:
|          | Загалом | Допрацездатний вік | Працездатний вік | Постпрацездатний вік |
| -------- | ------- | ------------------ | ---------------- | -------------------- |
| Чоловіки | 80      | 19                 | 50               | 11                   |
| Жінки    | 74      | 18                 | 35               | 21                   |
| Разом    | 154     | 37                 | 85               | 32                   |